# Sofitel Legend Métropole Hanoi
Cet article concerne l'hôtel hanoïen. Pour les hôtels homonymes, voir Hôtel Métropole (homonymie). Pour les autres homonymies, voir Métropole (homonymie).
Le Sofitel Legend Métropole Hanoï (vietnamien : Khách sạn Metropole Hà Nội) est un hôtel 5 étoiles de Hanoï situé rue Ngô Quyền, dans le district de Hoàn Kiếm au centre de la ville. 
C’est le premier hôtel de Hanoï à avoir obtenu 5 étoiles pour le service.

## Histoire

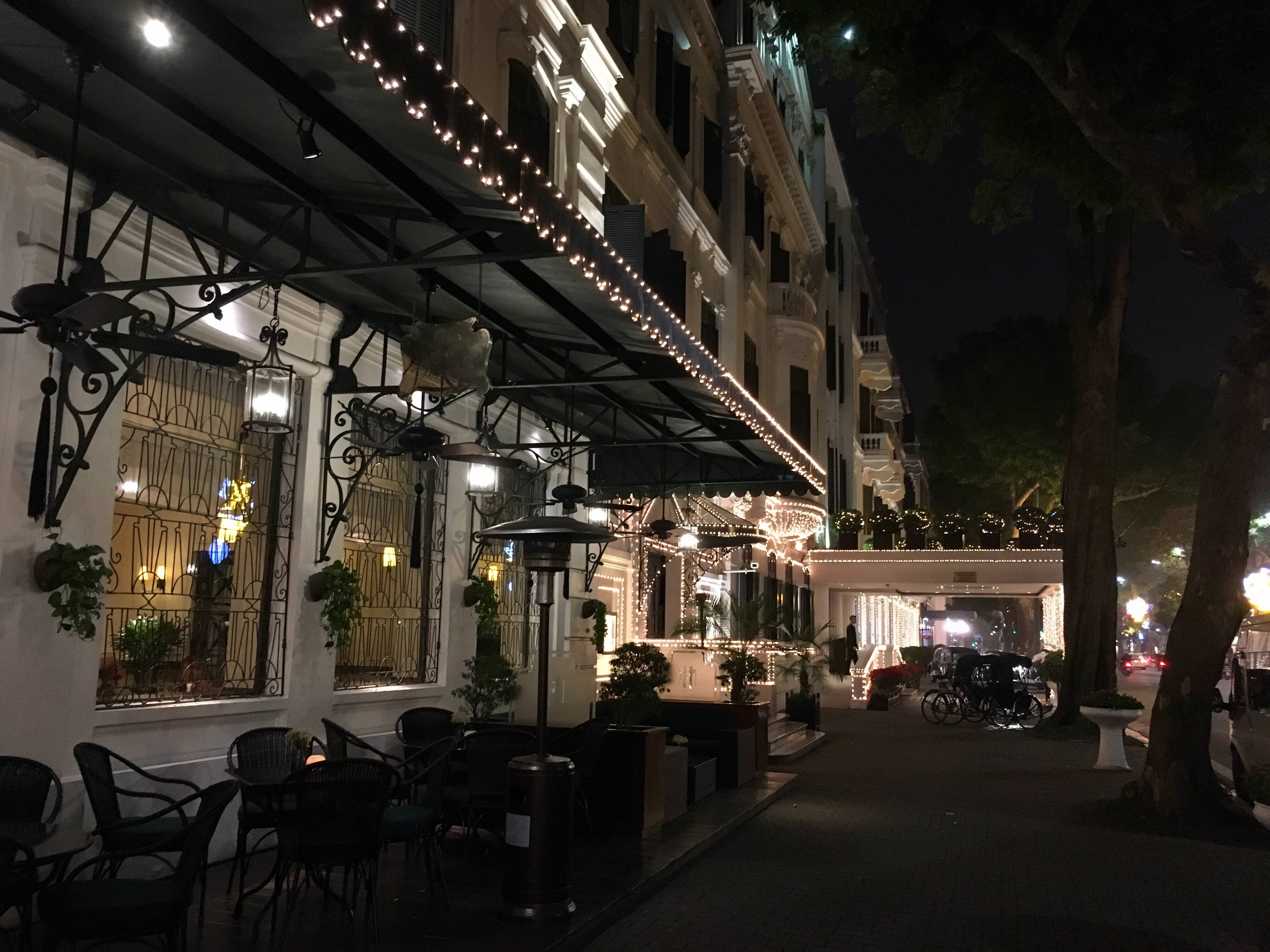
Façade de l'hôtel la nuit

Construit en 1901, le Sofitel Métropole est l’œuvre de deux entrepreneurs français, André Ducamp et Gustave-Émile Dumoutier. Il a été le premier endroit d'Indochine à présenter des projections de cinéma.
Plusieurs personnes célèbres y ont séjourné : Charlie Chaplin, Jane Fonda, George H. W. Bush, François Mitterrand, Isabelle de Valvert, Jacques Chirac, etc.
Somerset Maugham a écrit The Gentleman in the Parlour dans cet hôtel. Charlie Chaplin et Paulette Goddard y ont passé leur lune de miel en 1936. Graham Greene y a séjourné en 1951 pendant qu’il rédigeait Un Américain bien tranquille (The quiet American). 
Les 27 et 28 février 2019, l'hôtel a abrité la seconde rencontre entre Donald Trump, 45e président des États-Unis, et Kim-Jong-Un, leader de la Corée du Nord.
L'hôtel a changé trois fois de nom : dans les années 1950, il a été rebaptisé Thống Nhất (réunification) par le gouvernement communiste, puis Pullman Metropole Hotel en 1992, avant d'obtenir son nom actuel.

## Architecture
L’hôtel compte 364 chambres et se divise en 2 parties : le vieux Métropole et le Nouvel Opéra.

## Restaurant et bars
- Le restaurant Le Beaulieu sert de la gastronomie française.
- Le restaurant Angelina sert de la gastronomie italienne.
- Le restaurant Spices Garden sert de la gastronomie vietnamienne.
- Le café La Terrasse, par le trottoir, sert des pâtisseries, du thé, du café et des repas.
- Le Bar Bamboo, à côté de la piscine, sert des cocktails et alcools.
- Le bar Le Club sert des boissons et repas toute la journée. Il propose également un buffet de chocolat, des services à thé et de la musique jazz live 6 nuits par semaine.

## Prix
Cet hôtel a été désigné Meilleur hôtel au Vietnam et est un des deux seuls hôtels vietnamiens sur la liste Best hotels throughout the World du magazine Condé Nast Traveler (2007).

## Clients remarquables

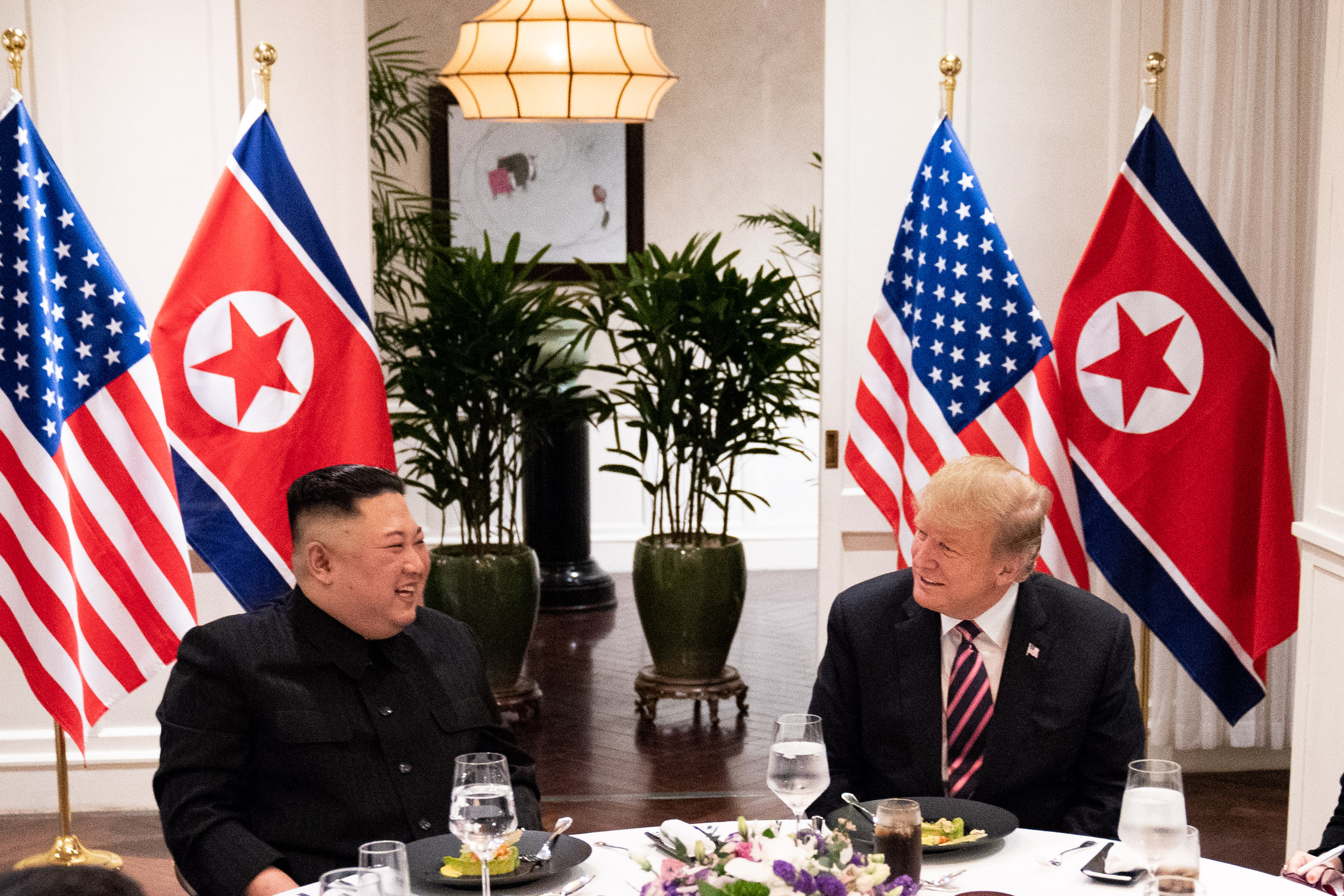
Sommet à Hanoï en 2019

- Écrivains Somerset Maugham et Graham Greene[4],[5]

- Politiciens: 
  - François Mitterrand, Jacques Chirac, François Hollande, George H. W. Bush, Bill Clinton, Vladimir Poutine, Fidel Castro, John Kerry, John McCain, Michael D. Higgins, Ban Ki-moon, Erna Solberg, Máxima Zorreguieta lors des visites d'État[5],[6],[7],[8],[9],[10]
  - Donald Trump and Kim Jong-un (Sommet à Hanoï en 2019)[11]
- Acteurs: 
  - Charlie Chaplin et Paulette Goddard en lune de miel[4],[5],[9]
  - Catherine Deneuve, Emmanuelle Béart, Robert De Niro, Michael Caine, Angelina Jolie, Brad Pitt[10],[9],[6]
- Chanteurs Joan Baez et Jane Fonda[4],[5]

## Galerie

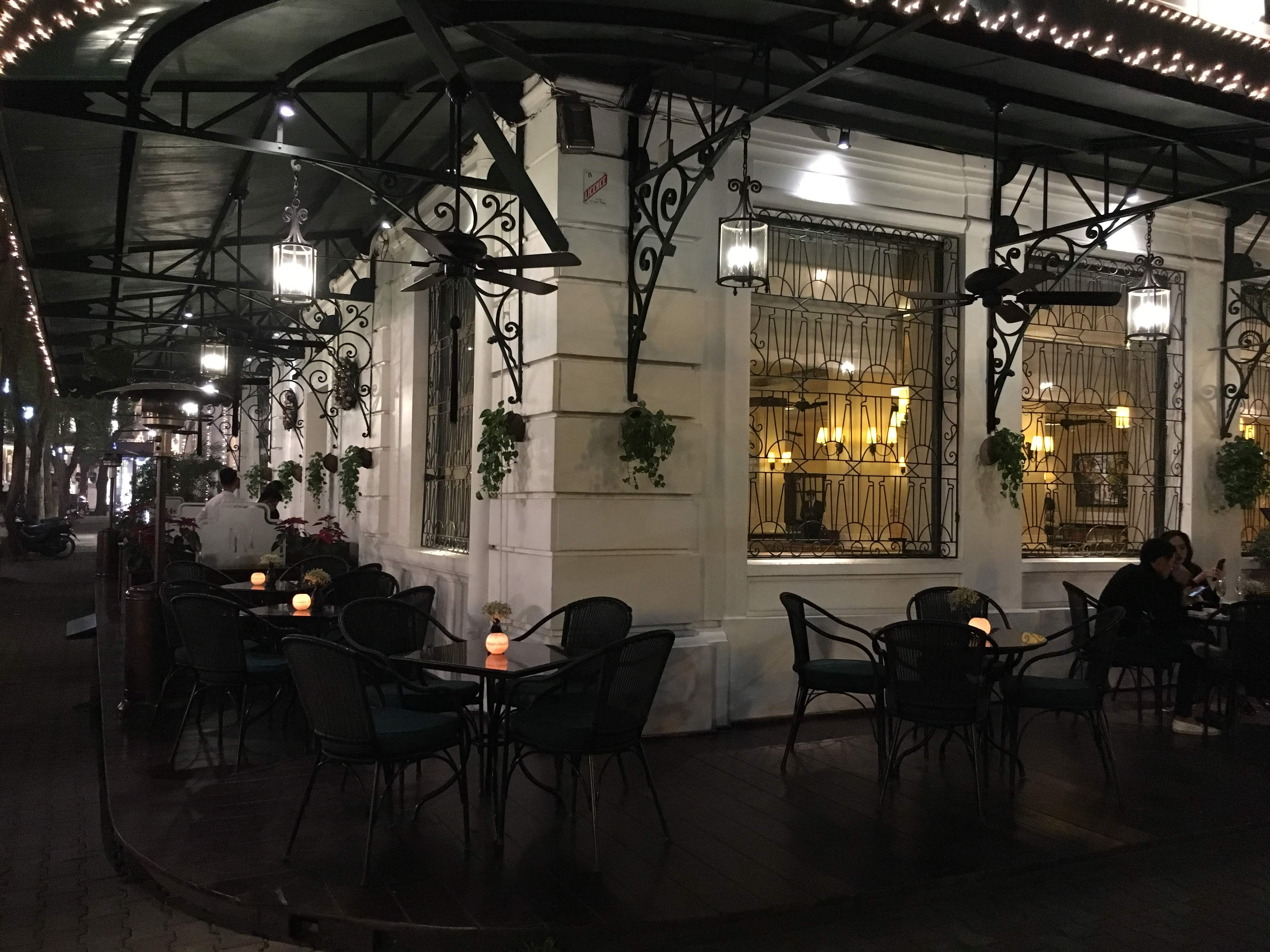
le café La Terrasse au coin nord-ouest de l'hôtel
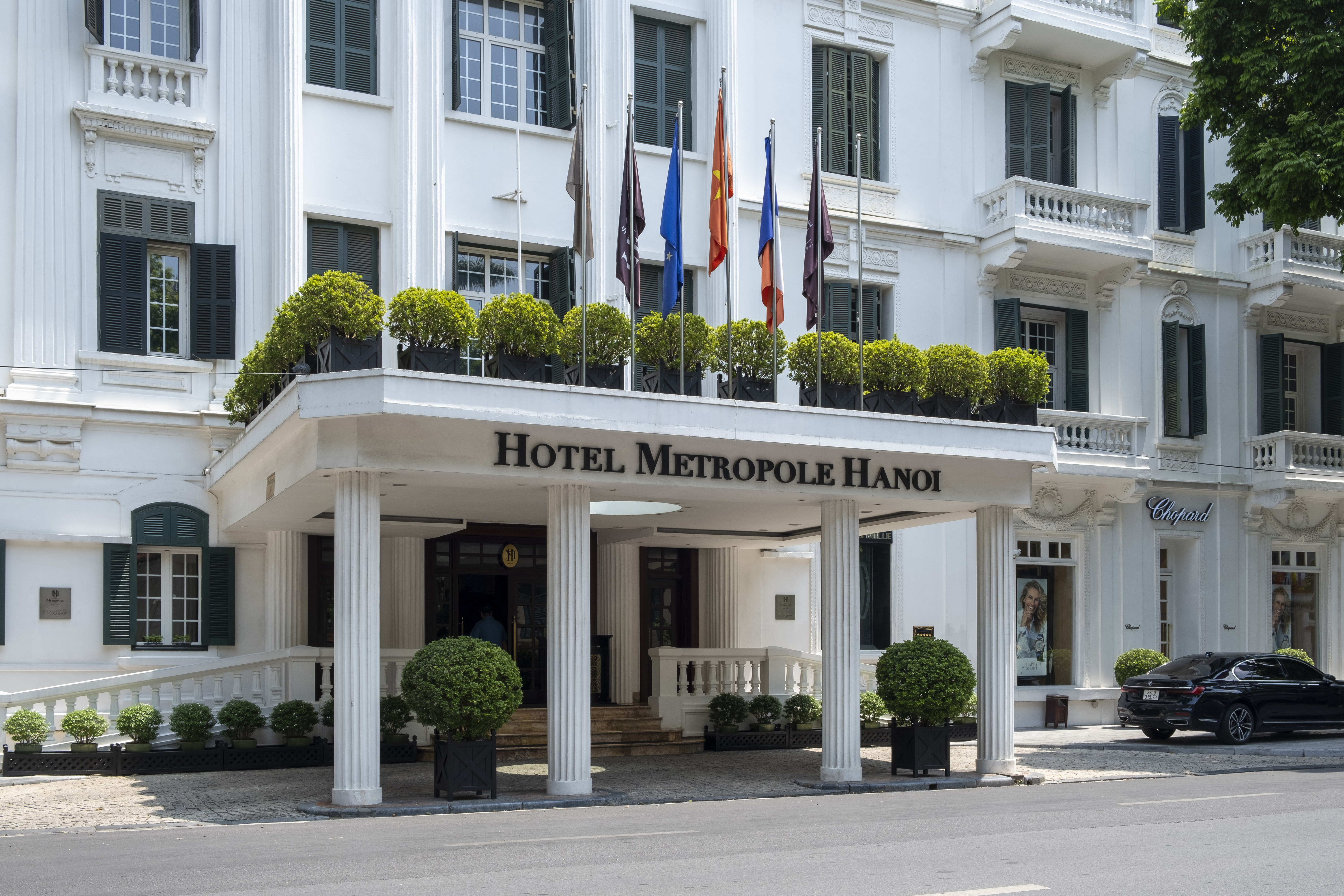
Entrée sur la rue Ngo Quyen
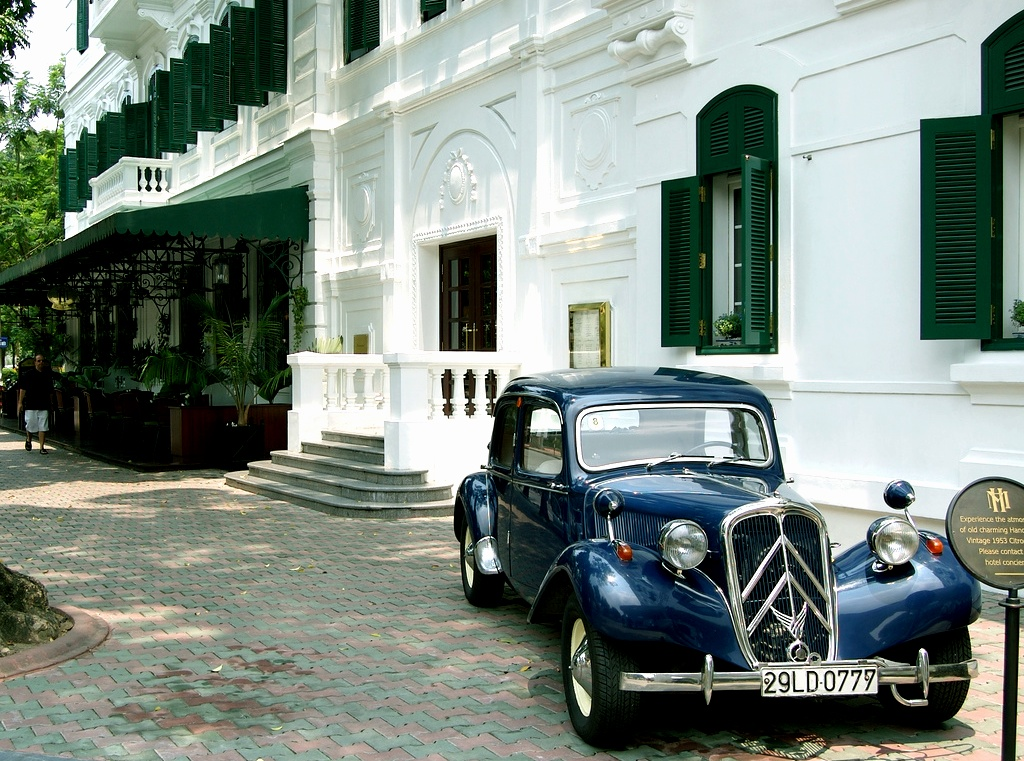
Les vieilles voitures de luxe sont généralement exposées devant l'hôtel
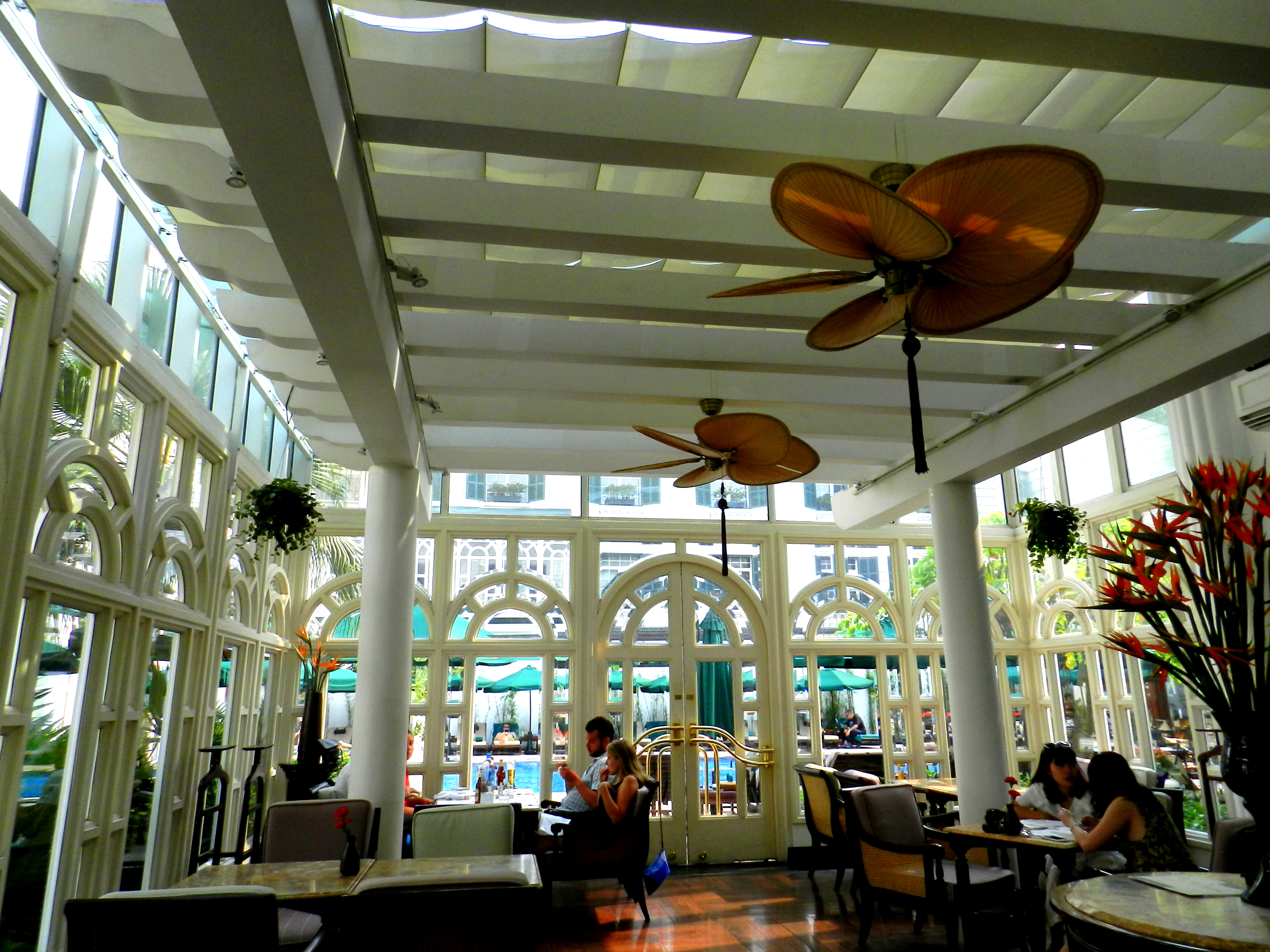
Le Bar Bamboo
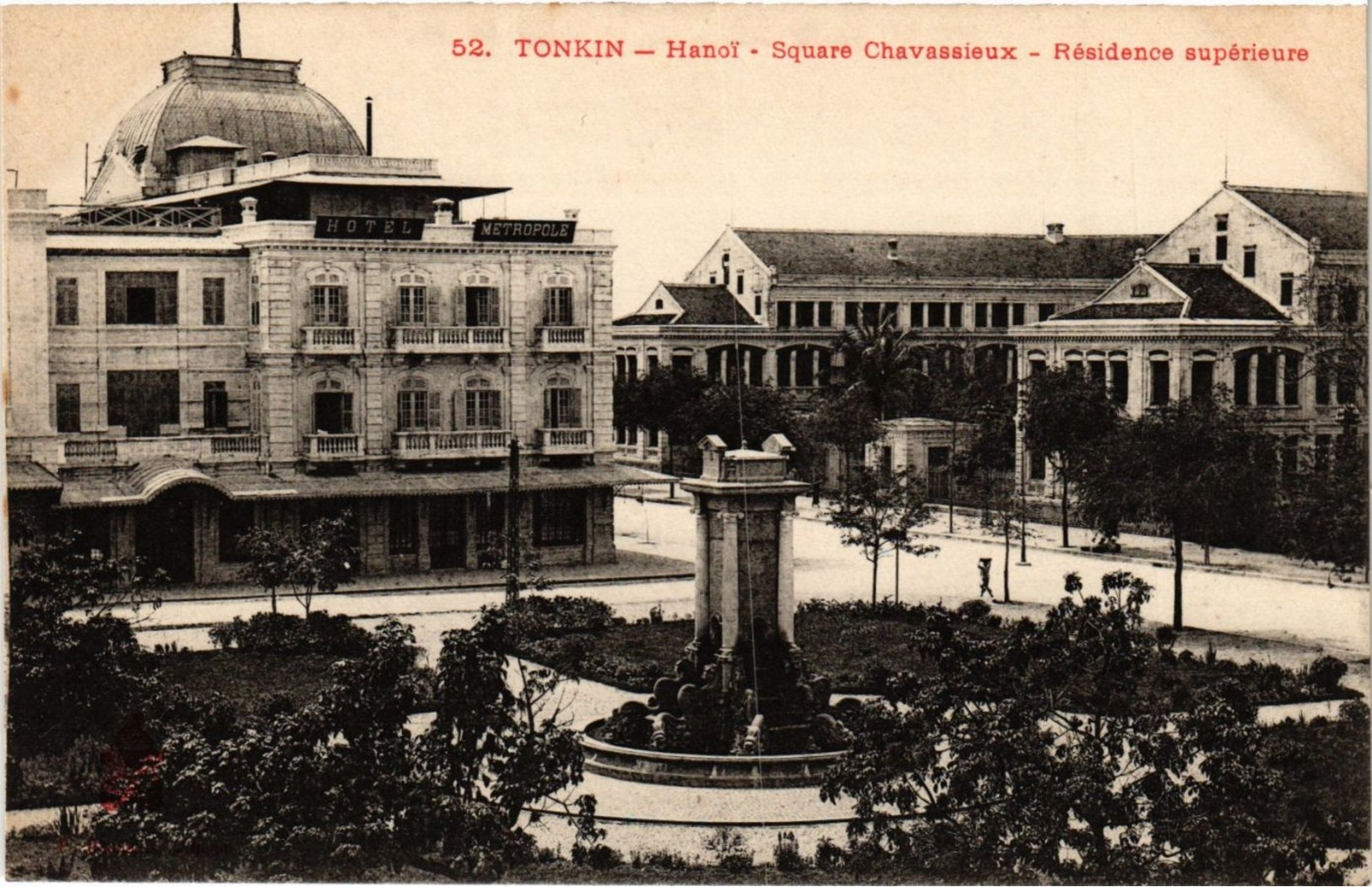
Hôtel Métropole (à gauche) à l'époque coloniale